# タイガースポリマー
タイガースポリマー株式会社（Tigers Polymer Corporation）は、大阪府豊中市に本社を構える自動車部品、ゴムシート、樹脂ホース製造を手掛ける企業。家電用ホースはシェア6割。自動車用吸気系部品分野では本田技研工業に部品を供給している。
社名の「タイガース」は、創業が寅年（1938年）であることに由来する。

## 沿革
- 1938年（昭和13年）6月1日 - タイガースゴム工業所創業。
- 1941年（昭和16年）4月 - 原料生ゴムの統制により工場操業を中断。
- 1943年（昭和18年）5月 - 日本繊維特殊加工（有）を設立。
- 1948年（昭和23年）12月 - 株式会社に組織変更。タイガースゴム工業株式会社設立。タイガースゴム株式会社に商号変更。
- 1973年（昭和48年）- タイガースポリマー株式会社に社名変更。
- 1977年（昭和52年）- TIGERS POLYMER SINGAPORE PTE.LTD. 設立。
- 1978年（昭和53年）- TIGERFLEX CORPORATION 設立（シカゴ）。
- 1980年（昭和55年） - 本社移転（大阪府豊中市）。
- 1987年（昭和62年）- 大証新2部新規上場。TIGERPOLY MFG., INC. 設立（オハイオ）。
- 1990年（平成2年） - 大証2部指定替。
- 1994年（平成6年） - TIGERPOLY (THAILAND) LTD. 設立、杭州泰賀塑化有限公司 設立（中国）。
- 1997年（平成9年） - TIGERS POLYMER (MALAYSIA) SDN.BHD. 設立。
- 2000年（平成12年） - 東証2部上場。
- 2004年（平成16年） - 広州泰賀塑料有限公司 設立（中国）。
- 2005年（平成17年） - 東証1部・大証1部上場。
- 2012年（平成24年） - TIGERPOLY INDUSTRIA DE MEXICO S.A. DE C.V. 設立。

## 歴代社長
- 渡辺健太郎（〜2021年6月21日）
- 澤田宏治（2021年6月22日〜）

## 事業所
- 開発研究所（神戸市西区高塚台）
- 東京支店（東京都中央区日本橋馬喰町）
- 大阪支店（大阪市西区西本町）
- 名古屋支店（名古屋市中村区太閤）
- 広島支店（広島市中区大手町）
- 福岡支店（福岡市博多区堅粕）
- 栃木工場（栃木県塩谷郡高根沢町）
- 静岡工場（静岡県掛川市淡陽）
- 岡山工場（岡山県備前市吉永町）